# Žár
Žár település Csehországban, a České Budějovice-i járásban. Žár Olešnice, Trhové Sviny, Nové Hrady, Horní Stropnice és Kamenná településekkel határos. Lakosainak száma 363 fő (2024. január 1.).

## Népesség
A település lakosságának változását az alábbi diagram mutatja:
| Lakosok száma | 938  | 925  | 778  | 390  | 286  | 336  | 347  | 349  | 347  | 363  |
|               | 1869 | 1890 | 1930 | 1961 | 1980 | 2014 | 2017 | 2019 | 2022 | 2024 |